# Corneuil
Corneuil är en kommun i departementet Eure i regionen Normandie i norra Frankrike. Kommunen ligger i kantonen Damville som tillhör arrondissementet Évreux. År 2018 hade Corneuil 617 invånare.

## Befolkningsutveckling
Antalet invånare i kommunen Corneuil
Referens:INSEE